# Aquarius (TV-serie)
Aquarius är en amerikansk kriminalserie skapad av John McNamara. Den första säsongen hade premiär den 28 maj 2015, och Aquarius förnyades för en andra säsong i juni 2015. Ursprungligen hade serieskaparen tänkt handlingen skulle berättas i sex säsonger, men i oktober 2016 meddelade NBC att de lagt ner Aquarius redan efter två säsonger. 

## Handling
Serien börjar i Los Angeles 1967. Den är inspirerad av verkliga personer och händelser, men har skapat fiktiva karaktärer och skeenden. Serien följer Sam Hodiak (David Duchovny), en (fiktiv) polis som utreder ett fall där en tonårig flicka försvunnit spårlöst. Tillsammans med sin kollega Brian Shafe (Grey Damon) - en yngre polis som jobbat under täckmantel på narkotikaroteln - finner sig Hodiak stå öga mot öga med Charles Manson (Gethin Anthony) och hans "familj". "Familjen" utgörs mestadels av en brokig skara hippies som följer Manson som en gud i sex, droger, och rock'n'roll. Hodiak upptäcker att den försvunna flickan, Emma Karn (Emma Dumont), befinner sig med Manson och Familjen. Som tittare får man se hur Charles Manson (spelad av Gethin Anthony), först bara en småskalig bov, men sedan långsamt bygger en sekt av lojala följare kring sig.

## Skådespelare

### Huvudpersoner
David Duchovny som detektiven Samson Benedictus "Sam" Hodiak.
Gethin Anthony som sektledaren Charles Manson.
Grey Damon som polisen Brian Shafe.
Emma Dumont som den försvunna dottern Emma Karn.
Claire Holt som polisen Charmain Tully.
Ambyr Childers som sektmedlemmen Susan Atkins.
Madisen Beaty som sektmedlemmen Patricia Krenwinkel.
Cameron Deane Stewart som mördaren Tex Watson.
Michaela McManus som Grace Karn, mamma till den försvunna Emma Karn.
Brían F. O'Byrne som den förmögne advokaten Ken Karn.
Chance Kelly som detektiven Ed Cutler.

### Återkommande karaktärer
Jason Ralph som knarklangaren Mike Vickery.
Beau Mirchoff som Rick Zondervan.
Tara Lynne Barr som sektmedlemmen Patricia Krenwinkel (säsong 1).
Gaius Charles som Svarta Pantrarna-aktivisten Bunchy Carter.
Abby Miller som "Mother" Mary Brunner, Mansons partner och mor till hans barn.
Amanda Brooks som skådespelaren Sharon Tate.
David Meunier som Roy Kovic.
Shaun Duke som Art Gladner.
Jodi Harris som den alkoholiserade hustrun Opal Hodiak.
Milauna Jemai Jackson som Kristin Shafe.
Spencer Garrett som Hal Banyin, Kens partner.
Chris Sheffield som Walt Hodiak, Sam Hodiaks son.
Brian Gattas som Rue Fisher.
Don Luce som Sal Dunphy.
Leah Bateman som Janet.
Clare Carey som änkan Lucille Gladner.
Lobo Sebastian som Guapo.
Jade Tailor som Rachel.
Marshall Allman som Robbie Arthur.
Michael Drayer som Jimmy 'Too' Butano.
Alex Quijano som Joe Moran.
James Martinez som den mexikansk-amerikanske journalisten Ruben Salazar.
Gabriel Chavarria som Juan.
Tim Griffin som Ron Kellaher.
Omar J. Dorsey som Ralph Church.
Alison Rood som Officer Meg Frazetta.
Mark Famiglietti som kändisstylisten och mordoffret Jay Sebring.
Johnny Kostrey som Wojciech Frykowski.
Andy Favreau som musikern Dennis Wilson.
Calum Worthy som Steven Parent.
Jennifer Marsala som Abigail Folger.
Chase Coleman som musikern och producenten Terry Melcher.
Mark L. Young som Bobby Beausoleil, mannen som misstänktes för att rekrytera unga kvinnor till Manson.
Jefferson White som sektmedlemmen Gary Hinman.

## Sverige
I Sverige kan serien ses på C More.